# Bauska
Bauska (lit. Bauskė, niem., Bauske, hist. nazwa polska: Bowsk, jidysz בויסק, Bojsk) – miasto w południowej części Semigalii na Łotwie, położone niedaleko granicy z Litwą, siedziba novadsu Bauska.

## Historia

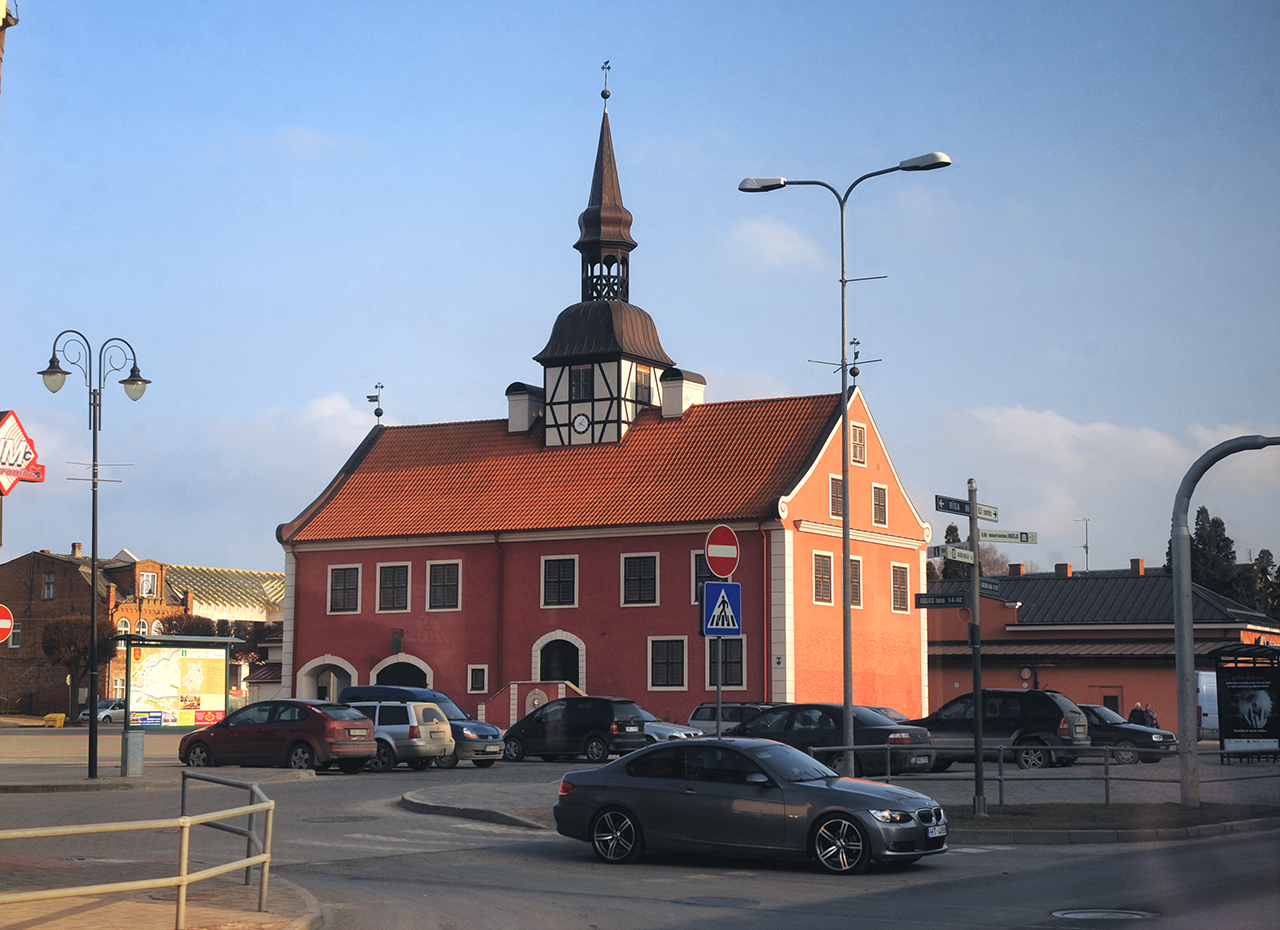
Bauska, ratusz

Bowsk po raz pierwszy wspominany jest w 1443 r. Jego historia wiąże się nierozerwalnie z dziejami inflanckiej gałęzi zakonu krzyżackiego. W latach 1443–1456 Zakon wybudował w tym miejscu, nieopodal miejscowości Vairogmiests, zamek Bauskenberg. Wzniesiono go w widłach rzek Mēmele (Niemenek) i Mūsa (Musza), które łącząc się tworzą Lelupę. Była to największa twierdza w całym regionie, broniąca dostępu na Litwę oraz do późniejszej domeny Radziwiłłów – Birż. W 1561 r. wraz z całymi Inflantami Bowsk został przyłączony jako ziemie lenne do Rzeczypospolitej. W 1584 r. połączono Vairogmiests i osadę zamkową Bauska w jeden organizm. Dziesięć lat później, w 1594 r., powstał w niej pierwszy murowany kościół pod wezwaniem Ducha Świętego. W 1609 r. lennik Rzeczypospolitej, książę Fryderyk Kettler, nadał Bowskowi prawa miejskie i herb przedstawiający lwa na czerwonym polu. Kolejny przywilej – budowy ratusza – miasto otrzymało w 1615 r.
Po zajęciu Mitawy przez Szwedów w 1622 r. zamek w Bowsku stał się siedzibą książąt Kurlandii. Zdobyty przez Szwedów 27 września 1625 r. i znacząco przez nich umocniony stał się na kilka lat ich bazą wypadową na okoliczne ziemie litewskie. Próby odbicia zamku przez dłuższy czas spełzały na niczym. 18 lutego, dzięki przygotowanej zasadzce w pobliżu twierdzy, Litwini zadali Szwedom pewne straty. Również na początku lipca 1626 r. oddział wojewodzica smoleńskiego Mikołaja Abramowicza rozgromił grupę 110 żołnierzy szwedzkich, którzy wyszli z twierdzy, biorąc do niewoli 30 jeńców. Jednak dopiero 18 maja 1628 r. Szwedzi poddali zamek wojskom wojewody smoleńskiego Aleksandra Gosiewskiego. Po raz ostatni Szwedzi zdobyli Bowsk w 1658 r. Opuścili go już jednak dwa lata później na mocy pokoju oliwskiego w 1660 r.
Ruiny XV-wiecznego Zamku Bowskiego.
Podczas okupacji hitlerowskiej, w lipcu 1941 roku Niemcy utworzyli getto dla żydowskich mieszkańców. Przebywało w nim około 700 osób. W sierpniu roku Niemcy ostatecznie zlikwidowali getto, a Żydów zamordowano w lesie oddalonym 8 kilometrów od miasta. Sprawcami zbrodni byli Łotysze z Rygi  z tzw. komando Arajsa oraz miejscowej „samoobrony”. 

## Gospodarka
W mieście rozwinął się przemysł włókienniczy, spożywczy oraz cementowy.

## Miasta partnerskie
- Rypin, Polska
- Chaszuri, Gruzja
- Hedemora, Szwecja
- Náchod, Czechy
- Pokroje, Litwa
- Radziwiliszki, Litwa